# Природо-математическа гимназия „Васил Друмев“
Природо-математическа гимназия „Васил Друмев“ е специализирана многопрофилна гимназия в град Велико Търново. През годините се утвърждава като едно от най-престижните средни училища в региона.

## История
На 27 май 1971 е издадена заповед от министър Стефан Василев за откриване на математическа гимназия в град Велико Търново. Гимназията отваря врати на 1 септември 1971, като първоначално има две паралелки. Първият директор на училището е Никола Високов. Първоначално гимназията се е помещавала в сградата на ОУ „П. Р. Славейков“ и две години в Строителния техникум. През следващите 10 години математическата гимназия дели обща сграда с Езиковата гимназия в града. През 1985 година гимназията се слива с ЕСПУ „Васил Друмев“. През 1988 учебното заведение получава името Природо-математическа гимназия „Васил Друмев“.

## Директори на гимназията
- 1987 – 1998 Петър Джуров
- 1998 – 2004 Милка Илиева
- 2004 – 2013 Славка Симеонска
- 2013 – 2016 Милка Илиева
- 2017 – Ангел Гушев

## Профили
- Математика с английски или немски език
- Софтуерни и хардуерни науки
- Природни науки
- Системно програмиране
- Приложно програмиране

## Възпитаници
- д-р Светлин Наков - програмист-предприемач, създател на „СофтУни“